# Wesmaelius barnardi
Wesmaelius barnardi là một loài côn trùng trong họ Hemerobiidae thuộc bộ Neuroptera. Loài này được Tjeder miêu tả năm 1955.